# Євтух Володимир Борисович
Володимир Борисович Євтух (нар. 1948, Зарічне, Рівненська область) — український історик, соціолог, етнолог, етносоціолог, доктор історичних наук, член-кореспондент НАН України, професор, декан факультету соціології та психології Київського національного університету ім. Т. Г. Шевченка (2000—2007 рр.), директор Інституту соціології, психології та соціальних комунікацій НПУ імені М. П. Драгоманова (з 2007 р.), заслужений діяч науки і техніки України.